# Le Mendiant de Jérusalem
Le Mendiant de Jérusalem est un roman d'Elie Wiesel publié le 1er octobre 1968 aux éditions du Seuil et ayant reçu la même année le prix Médicis.

## Éditions
- Le Mendiant de Jérusalem, éditions du Seuil, 1968  (ISBN 2020011123).